# Bufotes latastii
Espèce
Synonymes
- Bufo latastii Boulenger, 1882
- Pseudepidalea latastii (Boulenger, 1882)
- Bufo siachinensis Khan, 1997

Statut de conservation UICN

 LC  : Préoccupation mineure
Bufotes latastii est une espèce d'amphibiens de la famille des Bufonidae.

## Répartition
Cette espèce se rencontre entre 2 600 et 3 000 m d'altitude :
- au Jammu-et-Cachemire et dans l'Ouest du Himachal Pradesh en Inde.
- au Gilgit-Baltistan au Pakistan.

## Description

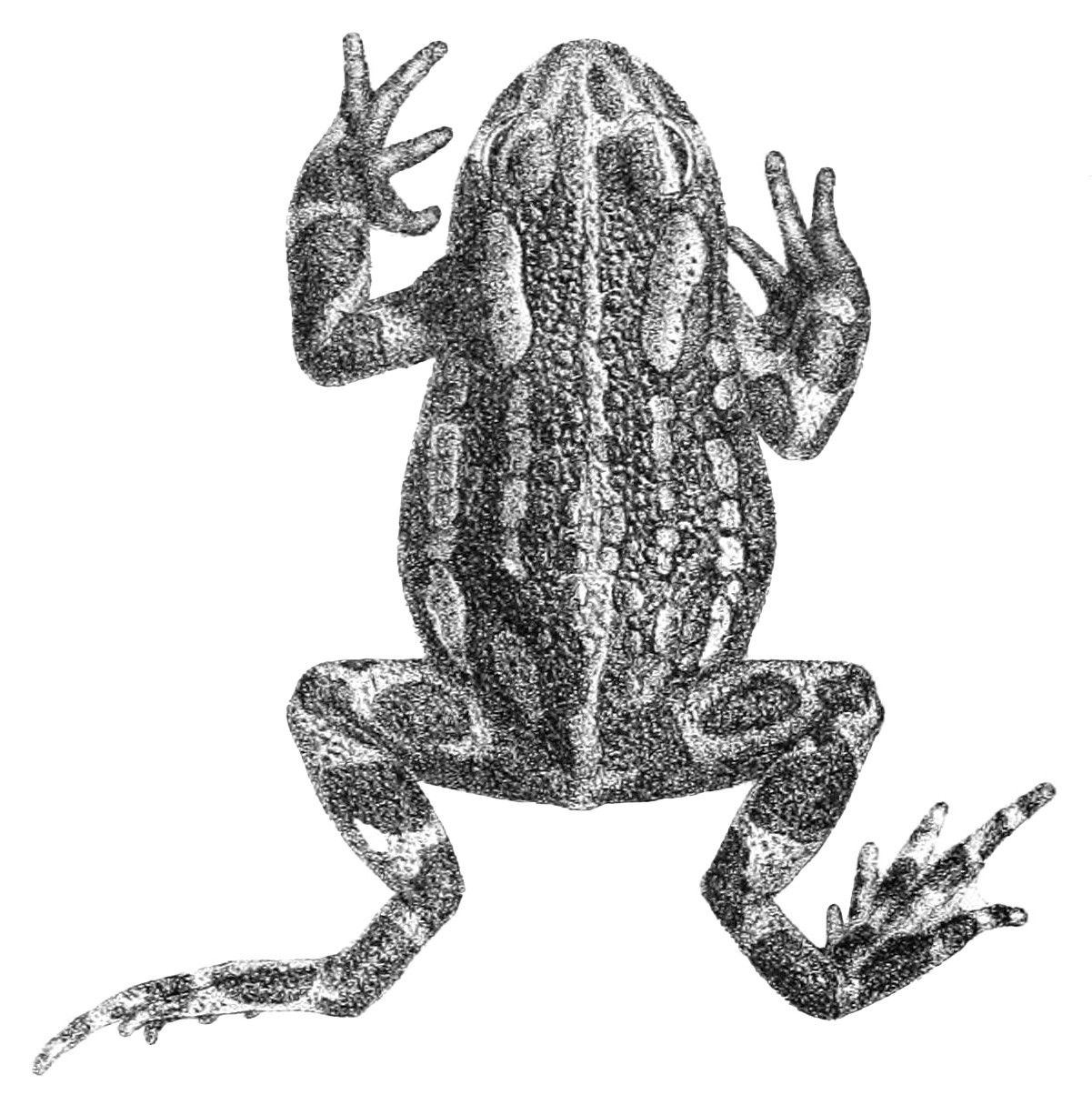
Bufotes latastii

Bufotes latastii mesure de 50 à 62 mm.

## Étymologie
Cette espèce est nommée en l'honneur du zoologiste français Fernand Lataste (1847-1934).

## Publication originale
- Boulenger, 1882 : Catalogue of the Batrachia Salientia s. Ecaudata in the collection of the British Museum, ed. 2, p. 1-503 (texte intégral).